# Albert Armin Ehrenzweig
Albert Armin Ehrenzweig (* 1. April 1906 in Herzogenburg, Österreich-Ungarn; † 4. Juni 1974 in Berkeley, Kalifornien) war ein österreichisch-amerikanischer Rechtswissenschaftler, der nach seiner Emigration 1938 in den USA zu einem der bekanntesten Rechtsgelehrten auf dem Gebiet des Privatrechts und des interlokalen Kollisionsrechts der Vereinigten Staaten wurde. Sein Lehrbuch Treatise on the Conflict of Laws von 1962 wurde zum Standardwerk.

## Leben
Albert Armin Ehrenzweig entstammte einer angesehenen jüdischen Juristenfamilie; Vater Albert Ehrenzweig (1875–1955) war ein bedeutender Fachmann im Versicherungsrecht, sein Onkel, Armin Ehrenzweig (1864–1935), war Verfasser eines Standardwerks zum österreichischen allgemeinen Privatrecht. Sein Großvater Adolf (Aaron) Ehrenzweig hatte eine große Bedeutung für Versicherungswissenschaft, indem er das österreichische Assekuranzjahrbuch in 1880 begründete. Sein Bruder Anton Ehrenzweig war auch Anwalt vor dem Krieg. Nach seinem Studium in Wien, Paris und Heidelberg war Albert Ehrenzweig kurze Zeit als Praktikant bei der Wiener Versicherungsgesellschaft Phönix tätig. Anschließend trat er in den Staatsdienst ein, wurde 1928 an der Universität Wien promoviert, wo er sich 1937 auch im Fach Bürgerliches Recht habilitierte und als Konsulent ausgezeichnet wurde.
Ehrenzweig war verheiratet und hatte zwei Töchter. Über seine Tante Hilde Grünberg (geborene Ehrenzweig) wurde er verschwägert mit Carl Grünberg, dem ersten Direktor des Frankfurter Institutes für Sozialforschung, und über seine Frau Erika (geborene Kallina) mit Oskar Werner, dem ehemaligen Ehemann der Elisabeth Kallina.

## Emigration
Die Verfolgung von Juden und politischen Gegnern des Nationalsozialismus traf Juristen mehr als viele andere Berufsgruppen, da sie nicht nur dem physischen Terror des Regimes ausgesetzt waren, sondern aufgrund einer Vielzahl von gesetzlichen Maßnahmen aus ihren Berufen verdrängt wurden. Dazu gehörten das „Gesetz zur Wiederherstellung des Berufsbeamtentums“ sowie das „Gesetz über die Zulassung zur Rechtsanwaltschaft“ vom 7. April 1933, das für viele „Nichtarier“ den Entzug der Gerichtszulassung zur Folge hatte, gefolgt von einem Entzug der Anwaltszulassung zum 30. November 1938.
1938 emigrierte der als „nicht-arisch“ eingestufte bekennende Katholik Ehrenzweig zunächst nach Großbritannien, wo er an der Universität von Bristol einen weiteren juristischen Abschluss mit Auszeichnung erwarb. Mit finanzieller Unterstützung der englischen Hilfsorganisation „Society for the Protection of Science and Learning“ kam er 1939 in die USA. Er erhielt ein Stipendium des von Carl Joachim Friedrich und David Riesman gegründeten „American Committee for the Guidance of Professional Personnel“, mit dem er an der Universität von Chicago, unter anderem bei Friedrich Kessler, studieren und 1941 einen Abschluss als Doctor of Law erreichen konnte. Auch sein Bruder Anton Ehrenzweig ist 1938 nach England geflohen, wo er dann seinen ehemaligen Beruf als Anwalt aufgegeben hat. Nach dem Krieg war Anton Ehrenzweig als Schriftsteller in Bereich der modernen Kunst und Musik tätig.
1948 wurde Ehrenzweig an die University of California, Berkeley berufen. Zusammen mit Stefan Riesenfeld (1908–1999), der schon 1935 in die USA emigriert war, baute er die rechtsvergleichenden Studien aus und lehrte bis zu seinem Tod 1974.

## Auszeichnungen
- 1955: Großes Ehrenzeichen für Verdienste um die Republik Österreich[6]